# Schlössle Rietenau

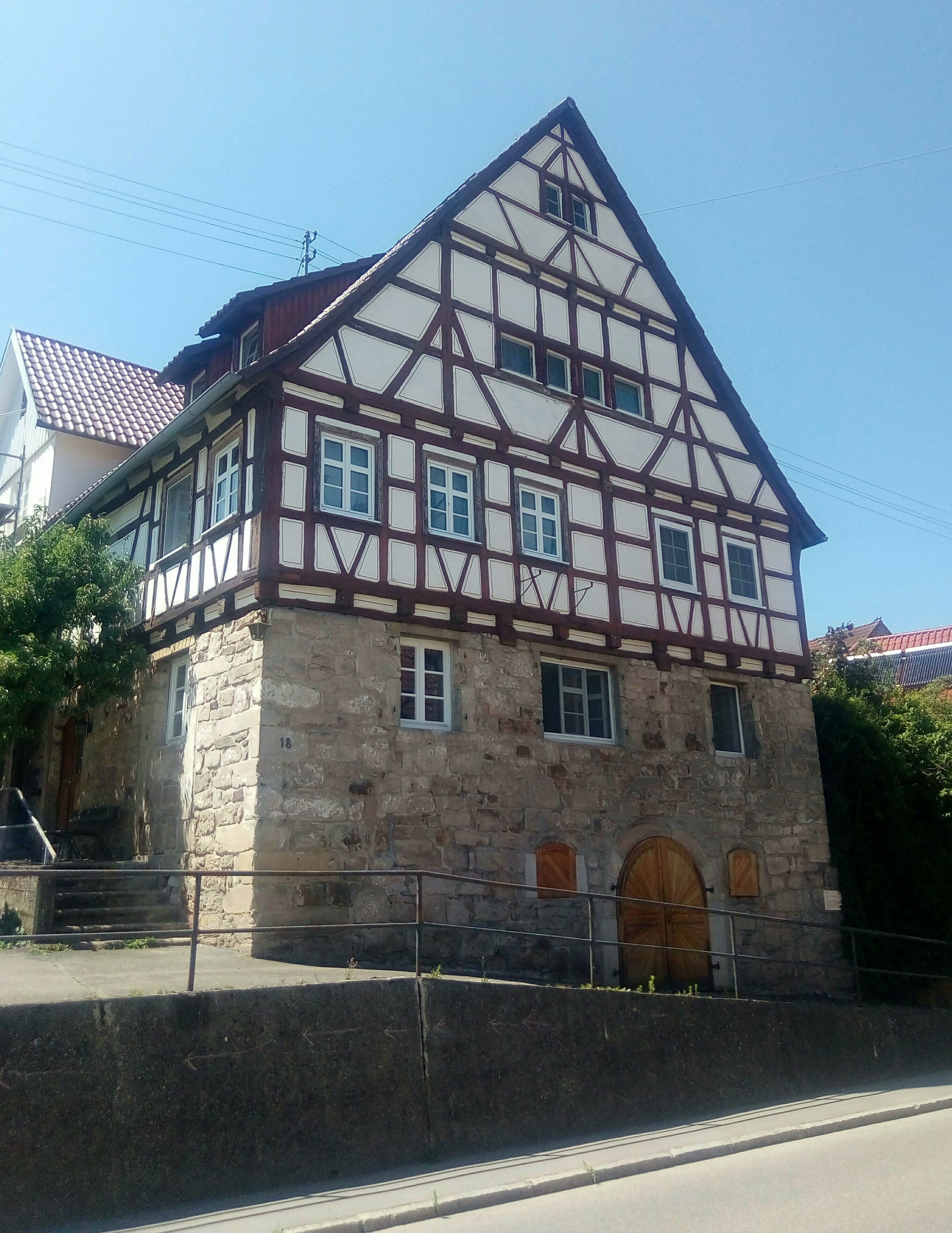
Das Schlössle in Rietenau

Das Schlössle Rietenau ist ein ehemaliges, kleines Herrenhaus in dem Dorf Rietenau, einem Ortsteil der Gemeinde Aspach (bei Backnang) im baden-württembergischen Rems-Murr-Kreis. Das Anwesen (August-Lämmle-Straße 18) ist in Privatbesitz und kann nicht besichtigt werden.

## Lage und Geschichte
Das Schlössle ist ein stattliches Fachwerkhaus mit steinernem Sockel. Es wurde im Jahre 1593 erstmals erwähnt und ist damit das älteste Haus in Rietenau. Es wurde wahrscheinlich von Konrad Minner (auch Miner oder Myner) dem Jüngeren (1533–1597) erbaut.
Zu Beginn des 12. Jahrhunderts gehörte Rietenau dem Kloster Hirsau. Das Kloster geriet jedoch im 13. Jahrhundert in eine finanzielle Krise und musste den kleinen Ort 1262 an das Dominikanerinnen-Kloster Mariental in Steinheim an der Murr veräußern. Im 15. Jahrhundert wurde von dem Kloster ein Badehaus in Rietenau eingerichtet. 1524 verkauften die Klosterfrauen das Bad an den Bürger Michael Sattler aus Waiblingen und an Konrad Minner den Älteren, Schultheiß zu Kornwestheim. Die Familie Minner war ursprünglich bäuerlicher Herkunft und eine der reichsten Sippen im Raum Kornwestheim. Um 1538 wird Konrad Minner als Förster auf Burg Reichenberg erwähnt. 1549 war Minner Förster und Amtsknecht in Backnang. Unter der Familie Minner erlebte der Badebetrieb einen erheblichen wirtschaftlichen Aufschwung. Konrad Minner der Ältere starb 1560 und wurde in der Rietenauer Dorfkirche beigesetzt. Seine Nachfolge trat sein gleichnamiger Sohn, Konrad Minner (genannt der Jüngere, 1533–1597) an. Möglicherweise wurde bereits Konrad Minner der Jüngere mit dem Prädikat von Rietenau in den Adelsstand erhoben, was jedoch nicht einwandfrei bewiesen ist. Jedenfalls veröffentlichte Johann Siebmacher das Wappen der Minner unter der Überschrift Geadelte. Das Wappen zeigt fünf Ähren, möglicherweise ein Hinweis auf die bäuerliche Herkunft der Familie. Konrads Sohn Johann heiratete eine Edelfrau, eine geborene Breitschwert (später auch bekannt als Breitschwert von Buchenbach). Ein anderer Sohn, Hans Jakob Minner, diente im Dreißigjährigen Krieg auf kaiserlich-katholischer Seite unter Graf Johann von Tilly und wurde von Kaiser Ferdinand II. geadelt. Ein Johann Minner wird 1617 in Neuenstadt am Kocher erwähnt.

Bemerkenswert sind vier schön gearbeitete Epitaphe in der Rietenauer Dorfkirche, welche Konrad Minner den Älteren und den Jüngeren mit ihren Ehefrauen darstellen.

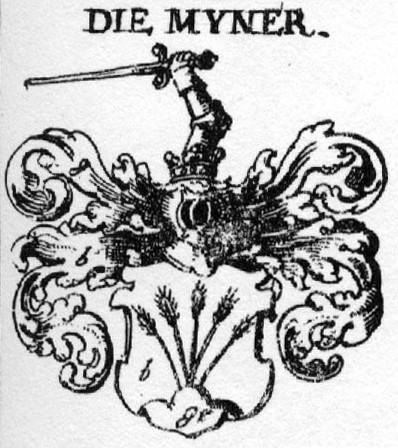
Wappen der Minner von Rietenau (bei Siebmacher auch als Myner bezeichnet)
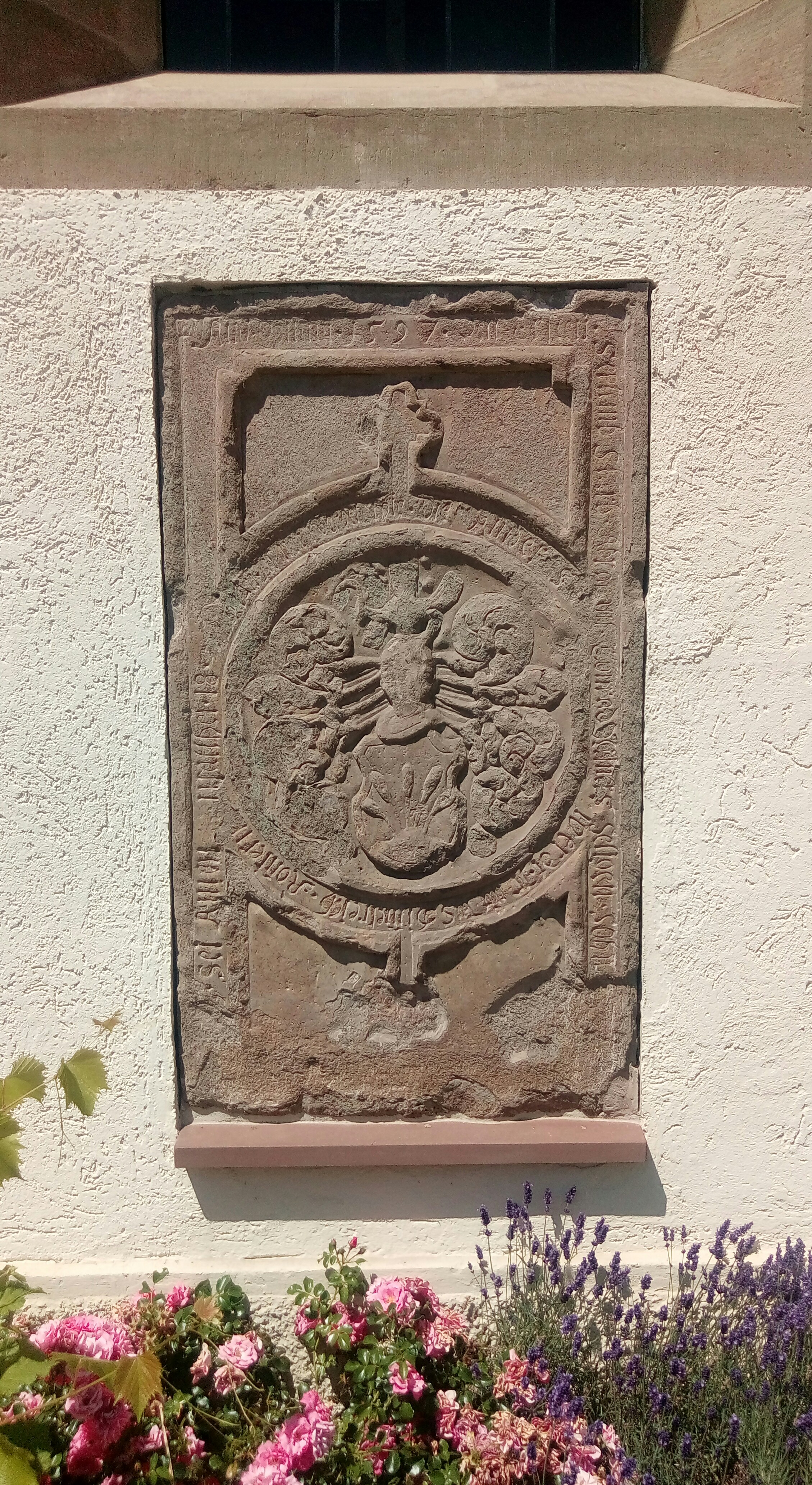
Epitaph
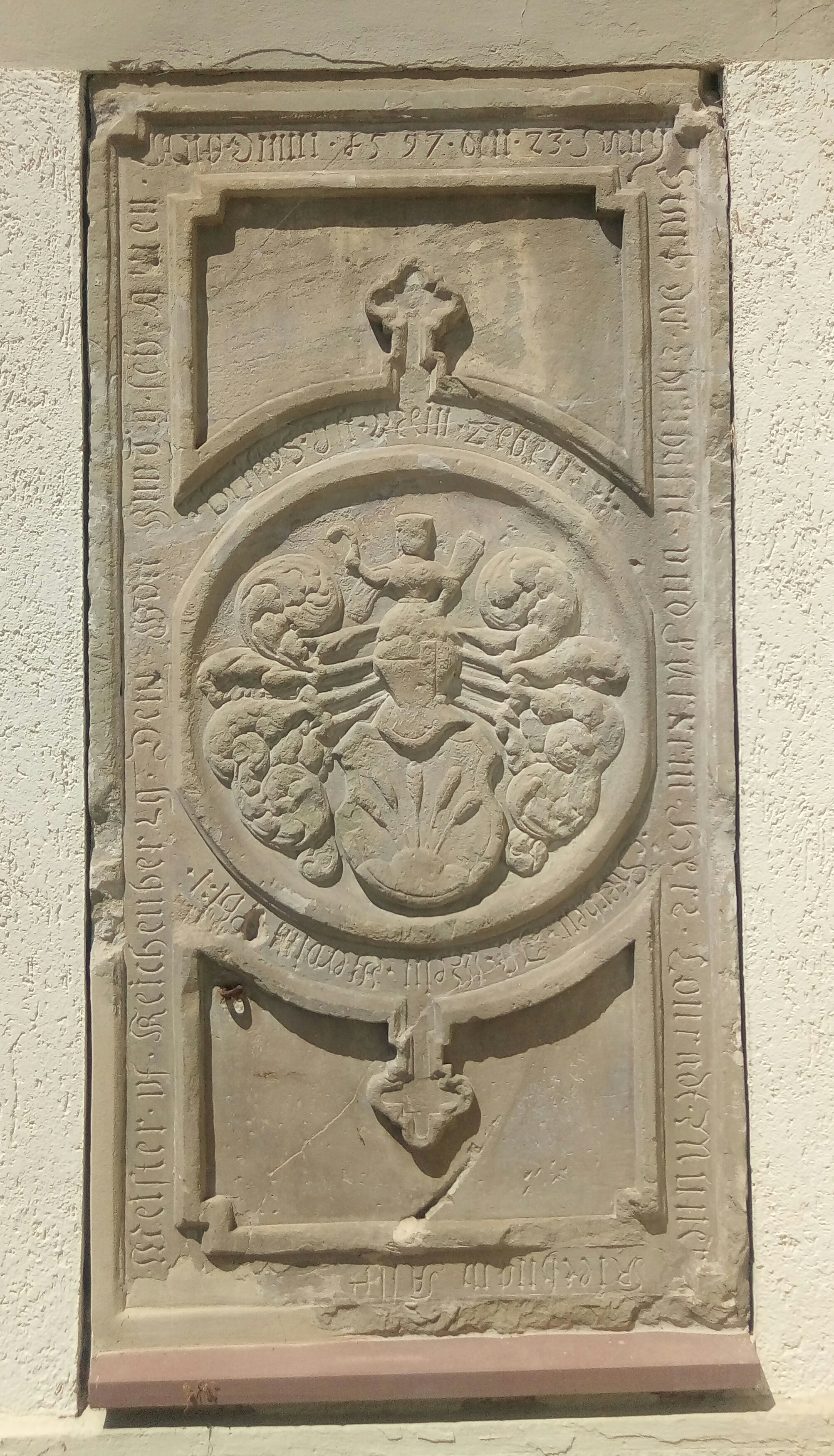
Epitaph des Forstmeisters Conrad Minner von Rietenau

Koordinaten: 48° 59′ 14,4″ N, 9° 24′ 23,9″ O